# Leszer Antal
Leszer Antal (Pozsony, 1793. július 6. – Pest, 1832. január 22.) piarista áldozópap és tanár.

## Élete
1809. szeptember 21-én lépett a rendbe Privigyén, ahol 1810-11-ben novícius volt, 1812-13-ban elemi iskolatanító Podolinban, 1814-ben gimnáziumi tanár Selmecen, 1815-16-ban bölcselethallgató Vácon, 1817-ben gimnáziumi tanár Pesten és szeptember 3-án teológus volt Nyitrán és Szentgyörgyön, 1820-22-ben a III. elemi osztály tanítója Pesten, 1823-24-ben ugyanott gimnáziumi tanár; 1825-32-ben szentgyörgyi Horváth Nepomuk János fiánál nevelő.

## Munkája
- Ode dem Hochedelgebornen Fräulein Christina Horváth v. Szent-György bei Gelegenheit Ihrer feierlichen Vermählung mit dem Hochedelgebornen Herrn Ernest Kiss von Elemér und Itebe, am 16. Maji 1826. Pesth